# Klippitztörl Straße
Die Klippitztörl Straße L91 ist eine Landesstraße L des Landes Kärnten und dient als Passstraße für das Klippitztörl.

## Verlauf

### Bad St. Leonhard – Grenze
Die Landesstraße beginnt im Süden Bad St. Leonhards im Ortsteil Wiesenau an der Obdacher Straße. Nach wenigen Metern folgt ein Bahnübergang auf der Lavanttalbahn. Danach zweigen an der nördlichen Straßenseite einige Gemeindestraßen zur sogenannten Hofbauersiedlung ab. Nachdem sie mehrere Male den Klieningbach überquert, durchfährt sie die Ortschaft Kliening, eine Katastralgemeinde von Bad St. Leonhard. Nach einem etwas kurvenreichen Bereich zweigt auf südlicher Seite die Weißenbach Straße (L137) nach Wolfsberg ab. Kurz darauf erreicht die Landesstraße die Gemeindegrenze zwischen Bad St. Leonhard und Wolfsberg und erreicht das Schigebiet am Klippitztörl, welches der Straße im Winter hohes Verkehrsaufkommen beschert. Nach einer ziemlich scharfen Kurve erreicht die Klippitztörl Straße ihren höchsten Punkt und somit ihren Namensgeber, das Klippitztörl auf 1642 Meter Seehöhe. Am Pass liegt die Klippitztörlhütte.

### Grenze – Lölling
Nachdem der Pass überwunden ist, führt eine äußerst kurvenreiche und steile Straße in den Löllinger Graben. Nach mehreren Überquerungen des Löllingbachs kommt man in den Ort Lölling. Von dort ist es nicht mehr weit bis zum Straßenende an der Görtschitztal Straße südlich von Hüttenberg.